# Орехово (Алнашский район)
Орехово — деревня в Алнашском районе Удмуртии, входит в Староутчанское сельское поселение. Находится в 11 км к западу от села Алнаши и в 92 км к юго-западу от Ижевска.
Население на 1 января 2008 года — 1 человек. В связи с общей убылью населения, планируется включение населённого пункта в границы деревни Богородский .

## История
В 1924 году, при укрупнении сельсоветов выселок Орехово вошёл в состав Кадиковского сельсовета Алнашской волости Можгинского уезда, а в 1925 году — в состав Староутчанского сельсовета. В 1929 году упраздняется уездно-волостное административное деление и деревня причислена к Алнашскому району. В 1934 году в деревне Орехово образована сельхозартель (колхоз) «имени Горького». В июле 1950 года объединены колхозы нескольких соседних деревень, в том числе деревни Орехово, образован укрупнённый колхоз «имени Горького», с центральной усадьбой в деревне Старый Утчан. А в 1969 году колхоз «имени Горького» вошёл в состав объединённого колхоза «имени Жданова».
16 ноября 2004 года Староутчанский сельсовет был преобразован в муниципальное образование «Староутчанское» и наделён статусом сельского поселения.